# Resolutie 1606 Veiligheidsraad Verenigde Naties
Resolutie 1606 van de Veiligheidsraad van de Verenigde Naties werd unaniem door de Veiligheidsraad van de Verenigde Naties aangenomen op 20 juni 2005 en vroeg dat de Secretaris-generaal met Burundi zou onderhandelen over zijn aanbevelingen over het te voeren onderzoek naar de genocide en andere misdaden die in Burundi hadden plaatsgevonden.

## Achtergrond
Na Burundi's onafhankelijkheid van België in 1962 werd het land een monarchie. In 1966 werd de koning in een staatsgreep vervangen door een president. Toen de voormalige koning in 1972 vermoord werd brak een burgeroorlog uit tussen Tutsi's en Hutu's in het land. Daarna losten de dictators elkaar met opeenvolgende staatsgrepen af. Begin 1994 kwam de president samen met zijn Rwandese collega om het leven toen hun vliegtuig werd neergeschoten. Daarop brak in beide landen een burgeroorlog uit tussen Hutu's en Tutsi's waarbij honderdduizenden omkwamen. In 2000 werd een overgangsregering opgericht en pas in 2003 kwam die een staakt-het-vuren overeen met de rebellen. In juni 2004 kwam een VN-vredesmacht die tot 2006 bleef. Hierna volgden echter wederom vijandelijkheden tot in augustus 2008 opnieuw een staakt-het-vuren werd getekend.

## Inhoud

### Waarnemingen
Het was noodzakelijk voor het vredesproces in Burundi dat genocides, misdaden tegen de menselijkheid en oorlogsmisdaden werden opgehelderd, de verantwoordelijken voor de rechter gebracht en dat het klimaat van straffeloosheid in het Grote Merengebied werd beëindigd.
De voormalige president van Burundi had op 24 juli 2002 per brief gevraagd dat, zoals ook was voorzien in het akkoord van Arusah, een internationale onderzoekscommissie zou worden opgericht. Ook de Secretaris-generaal achtte zo'n commissie nu wenselijk.
De overgangsregering van Burundi pleitte nu voor een gemengde waarheidscommissie en een speciale kamer binnen het Burundese rechtssysteem.

### Handelingen
Aldus vroeg de Veiligheidsraad de Secretaris-generaal onderhandelingen te starten met de Burundese overheid en partijen over zijn aanbeveling en tegen 30 september te rapporteren over de details van de uitvoering, waaronder de kosten, structuren en het tijdskader.

## Verwante resoluties
- Resolutie 1577 Veiligheidsraad Verenigde Naties (2004)
- Resolutie 1602 Veiligheidsraad Verenigde Naties
- Resolutie 1641 Veiligheidsraad Verenigde Naties
- Resolutie 1650 Veiligheidsraad Verenigde Naties

Lijst ·  1581 ·  1582 ·  1583 ·  1584 ·  1585 ·  1586 ·  1587 ·  1588 ·  1589 ·  1590 ·  1591 ·  1592 ·  1593 ·  1594 ·  1595 ·  1596 ·  1597 ·  1598 ·  1599 ·  1600 ·  1601 ·  1602 ·  1603 ·  1604 ·  1605 ·  1606 ·  1607 ·  1608 ·  1609 ·  1610 ·  1611 ·  1612 ·  1613 ·  1614 ·  1615 ·  1616 ·  1617 ·  1618 ·  1619 ·  1620 ·  1621 ·  1622 ·  1623 ·  1624 ·  1625 ·  1626 ·  1627 ·  1628 ·  1629 ·  1630 ·  1631 ·  1632 ·  1633 ·  1634 ·  1635 ·  1636 ·  1637 ·  1638 ·  1639 ·  1640 ·  1641 ·  1642 ·  1643 ·  1644 ·  1645 ·  1646 ·  1647 ·  1648 ·  1649 ·  1650 ·  1651